# Imra'ah wa ragoul
Imra'ah wa ragoul é um filme de drama egípcio de 1971 dirigido e escrito por Houssam Eddine Mostafa. Foi selecionado como representante do Egito à edição do Oscar 1972, organizada pela Academia de Artes e Ciências Cinematográficas.

## Elenco
- Nahed Sherif
- Rushdy Abaza